# Odin (Software)
Odin ist eine Software, die die Windows-Bibliotheken unter dem Betriebssystem OS/2 Warp oder den Nachfolgesystemen eComStation und ArcaOS zur Verfügung stellt, um Windows-Programme unter diesen Betriebssystemen nutzen zu können. Es soll auch mittels einer mitgelieferten Odin32 API die Portierung von Windowssoftware auf OS/2 vereinfachen. Zwar können diese Programme keine OS/2-spezifischen Eigenschaften, wie die Workplace Shell (WPS) benutzen, sie werden jedoch als ablauffähige Anwendungen ins Betriebssystem integriert und für Anwender verfügbar gemacht.
Diese Software unterliegt den Open-Source-Bestimmungen und ist für jedermann frei verfügbar. Das Projekt ist nach Odin, dem obersten Gott der germanischen und nordischen Mythologie, benannt.

## Das Projekt
Die Projektziele sind:
- Jedes Windows-Programm soll geladen werden können und richtig funktionieren.
- Eine vollständige OS/2-Umsetzung der Win32-API.

Obwohl diese Ziele bei weitem noch nicht erreicht wurden, funktionieren viele Programme bereits fehlerfrei. Beispielsweise ist StarOffice in Version 5.2 nutzbar, OpenOffice.org benötigt jedoch eine zusätzliche Kompatibilitätsschicht. Auf die Unterstützung besonderer Windowsschnittstellen wie z. B. DirectX wurde bisher noch verzichtet. Ebenso wie auf die Unterstützung selten genutzter Bibliotheken. Odin richtet sich in diesem Sinne an Benutzer im geschäftlichen Umfeld, die Wert auf hohe Verfügbarkeit besonders im Serverbereich legen, dem Großteil der Käufer von eComStation.
Odin32 wird auch kommerziell genutzt für die OS/2-Portierung des Web-Browsers Opera.

## Status
Die letzte Version von Juli 2017 trägt die Nummer 0.9 und weist mit ihrer führenden Null auf einen Betastatus hin. Die Historie der Ticket-Änderungen zeigt noch immer eine kontinuierliche Entwicklungsarbeit, jedoch in deutlich größeren Zeitabständen als vor einigen Jahren.
Hinweise darauf, ob jemals die Entwicklung einer Win64-Programmierschnittstelle (API) oder die Unterstützung weiterer Softwareplattformen (z. B. .Net-Framework oder UWP-Apps) geplant sind, sind auf der Entwicklerseite nicht verfügbar.

### Technische Besonderheiten
Odin erreicht binäre Kompatibilität, indem Win32-EXE- und -DLL-Dateien in das OS/2 Format übersetzt werden. Die Umwandlung geschieht entweder „on the fly“ (jedes Mal, wenn das Programm ausgeführt wird) oder permanent. Odin ist keine Emulation und wegen der eigenen Entwickler-API keine reine Kompatibilitätsebene.
Odin gibt sich gegenüber Windows-Anwendungen als „Windows 2000 Service Pack 2“ aus. Es verwendet Code von Wine, das Win32-Anwendungen auf Unix-ähnlichen Betriebssystemen unterstützt.